# Hawaii-elepaio
De hawaii-elepaio  (Chasiempis sandwichensis) is een vogelsoort uit het geslacht Chasiempis  uit de familie monarchen (Monarchidae), een familie van oscine zangvogels die voorkomen op het eiland Hawaï.

## Beschrijving
De hawaii-elepaio is een endemische soort op het grote eiland Hawaï. De hawaii-elepaio is ongeveer 14 cm lang en is warm bruin van boven met donkere vleugels waarop witte vleugelstrepen. De vogel houdt zijn staart vaak omhoog. De naam van de vogel is een onomatopee, want de vogel roept (ongeveer) zijn eigen naam: ele-PAI-o. De vogel begint 's ochtends vroeg als een van de eerste zangvogels, maar houdt het ook het langste vol in de avond.

## Verspreiding en leefgebied
Er worden drie ondersoorten onderscheiden. Het meest algemeen is de zogenaamde vulkaanelepaio die voorkomt in het regenbos rond de actieve vulkaan Kīlauea op het hoofdeiland Hawaï. Zeldzamer is de ondersoort die voorkomt in het district Kona in meer gemengd bos. En dan is er nog een ondersoort die voorkomt in droge bossen in het gebied van de slapende vulkaan Mauna Kea. 
- C. s. sandwichensis: Kona-district.
- C. s. ridgwayi (vulkaanelepaio): rondom vulkaan Kīlauea.
- C. s. bryani: rondom vulkaan Mauna Kea.

## Status
De grootte van de populatie is in 2009 geschat op 140.000 volwassen vogels. Het verspreidingsgebied is klein en de soort wordt bedreigd door vernietiging van zijn leefgebied en de introductie van vogelziekten via steekmuggen. Op de Rode lijst van de IUCN heeft deze soort daarom de status gevoelig.

## Mythen
Het is een nieuwsgierige vogel die graag de mens opzoekt als deze zijn leefgebied binnentreedt. De vogel speelt een belangrijke rol in de Hawaïaanse folkore en mythen. Zo zou de vogel mensen helpen bij het kiezen van de juiste bomen voor het maken van kano's.

## Soort of ondersoort
Op het eiland Kauai komt Chasiempis sclateri voor, die vroeger werd beschouwd als de ondersoort C.  sandwichensis ridgwayi en op het eiland Oahu komt Chasiempis ibidis voor, eerder bestempeld als de ondersoort C. sandwichensis ibidis.